# Recte
|  | Aquest article tracta sobre l'òrgan del sistema digestiu. Si cerqueu el governador romà, vegeu «Emili Recte». |

El recte, també conegut com a budell cular o budell culà és l'últim tram del tub digestiu, situat immediatament després del còlon sigmoide. El recte rep els materials de deixalla que queden després de tot el procés de la digestió dels aliments, constituint la femta. El recte és la part final de l'intestí gros i té una longitud de 15 cm, i d'aquí la femta surt del cos a través de l'anus.

## Histologia
La histologia del recte és similar a la del còlon, tret que presenta criptes de Lieberkühn més profundes però que es presenten en menor quantitat.
Les columnes de Morgagni són plecs longitudinals de la mucosa, que s'uneixen entre si per a formar les vàlvules anals, que ajuden a l'anus a donar sustentació a la columna d'excrement.
L'epiteli presenta una transició, des d'un epiteli columnar simple a un epiteli columnar estratificat no queratinitzat. Després l'epiteli es queratinitza. La làmina pròpia alberga glàndules anals a nivell de la unió anorectal i glàndules circumanals a nivell de l'extrem distal del conducte anal. La capa muscular de la mucosa té una constitució proptotípica.
La submucosa alberga el plexe venós hemorroidal intern i extern.
L'esfínter anal intern correspon a un engruiximent de la capa circular interna de la capa muscular, i per això està conformada per múscul llis. L'esfínter anal extern està format per músculs del sòl pelvià, i correspon a múscul esquelètic voluntari.

## Fisiologia
El recte és un dels òrgans més importants en la defecació humana. L'ampolla rectal serveix com emmagatzematge temporal de la femta, pel fet que les parets rectals es distenen quan s'acumulen els excrements en el seu interior. Els receptors d'estirament del sistema nerviós vegetatiu, situat en les parets rectals, estimulen el desig defecatori. Si no es culmina la defecació, s'inhibeix el reflex defecatori, i la femta segueixen acumulant-se i continua l'absorció d'aigua pel recte, el que provoca un enduriment de la femta i un restrenyiment.
Quan el recte està ple, la pressió intrarectal empeny a les parets del canal anal, el recte s'escurça i les ones peristàltiques propulsen la femta cap a l'anus. Els esfínters intern i extern s'obren pels músculs del sòl pelvià, permetent la sortida dels excrements a l'exterior.